# 西海市立雪浦小学校
西海市立雪浦小学校（さいかいしりつ ゆきのうらしょうがっこう、Saikai City Yukinoura Elementary School）は、長崎県西海市大瀬戸町雪浦下郷にある公立小学校。略称は「雪小」（ゆきしょう）。

## 概要
歴史
1873年（明治6年）に開校した「雪浦小学校」を前身とする。2013年（平成25年）に創立140周年を迎えた。
学校教育目標
「切磋琢磨の精神を継承し、互いに学び合い、心身ともにたくましく、自他の命を大切にする心豊かな子どもの育成」
校章
校名にちなみ、雪の結晶を中央に置いている。
校歌
歌詞は4番まであり、各番に校名の「雪小」が登場する。
校区
住所表記で西海市大瀬戸町の後に「雪浦（小松・南区・中区・北区・西区・河通・上ノ瀬・奥浦・小干）」が続く地域。中学校区は西海市立大瀬戸中学校。

## 沿革
- 1873年（明治6年）12月3日 - 「第五大学区長崎県管下第一中学区彼杵郡雪浦小学校」が開校。
- 実施年月日不明 -「公立中等雪浦小学校」に改称。
- 1887年（明治20年）4月 - 前年の小学校令の施行により、「尋常雪浦小学校」に改称。
- 1893年（明治26年）
  - 4月1日
    - 小学校令の改正により、「雪浦尋常小学校」に改称（「尋常」の位置が変更[注 1]）。補習科（3ヶ年）を設置。
    - 奥浦尋常小学校が設置される。
- 1903年（明治36年）4月 - 補習科を廃止の上、高等科を併置し、「雪浦尋常高等小学校」に改称。
- 1910年（明治43年）4月1日 - 奥浦尋常小学校を統合し、奥浦分教場とする。
- 1916年（大正5年）5月 - 雪浦青年夜学会が村立雪浦農業補習学校に改称の上、併設される。
- 1935年（昭和10年）- 青年学校令の施行により、併設の雪浦農業補習学校が雪浦青年学校に改称。
- 1936年（昭和11年）
  - 3月31日 - 奥浦分教場を廃止し、本校に併合。
  - 4月1日 - 幸物分教場[注 2]を新設し、幸物・山手・藤原の尋常科4年生までの児童を収容。
- 1941年（昭和16年）4月1日 - 国民学校令の施行により、「雪浦村国民学校」に改称。尋常科を初等科に改称（初等科6年・高等科2年）。
- 1947年（昭和22年）4月1日 - 学制改革（六・三制の実施）が行われる。
  - 旧・雪浦村国民学校の初等科（6ヶ年）が改組され、「雪浦村立雪浦小学校」となる。幸物分教場を幸物分校[注 2]とする。
  - 旧・雪浦村国民学校の高等科（2ヶ年）と併設の雪浦青年学校の普通科が改組され、「雪浦村立雪浦中学校」（新制中学校）が発足。小学校に併設される。
- 1955年（昭和30年）2月11日 - 町村合併により「大瀬戸町立雪浦小学校」と改称。
- 1957年（昭和32年）
  - 4月1日 - 久良木分校を新設し、久良木・古田地区の児童を収容。
  - 6月10日 - 木造2階建ての新校舎3棟が完成。
- 1958年（昭和33年）4月1日 - 久良木分校を開拓分校に改称。
- 1973年（昭和48年）12月3日 - 創立100周年記念式典を挙行。

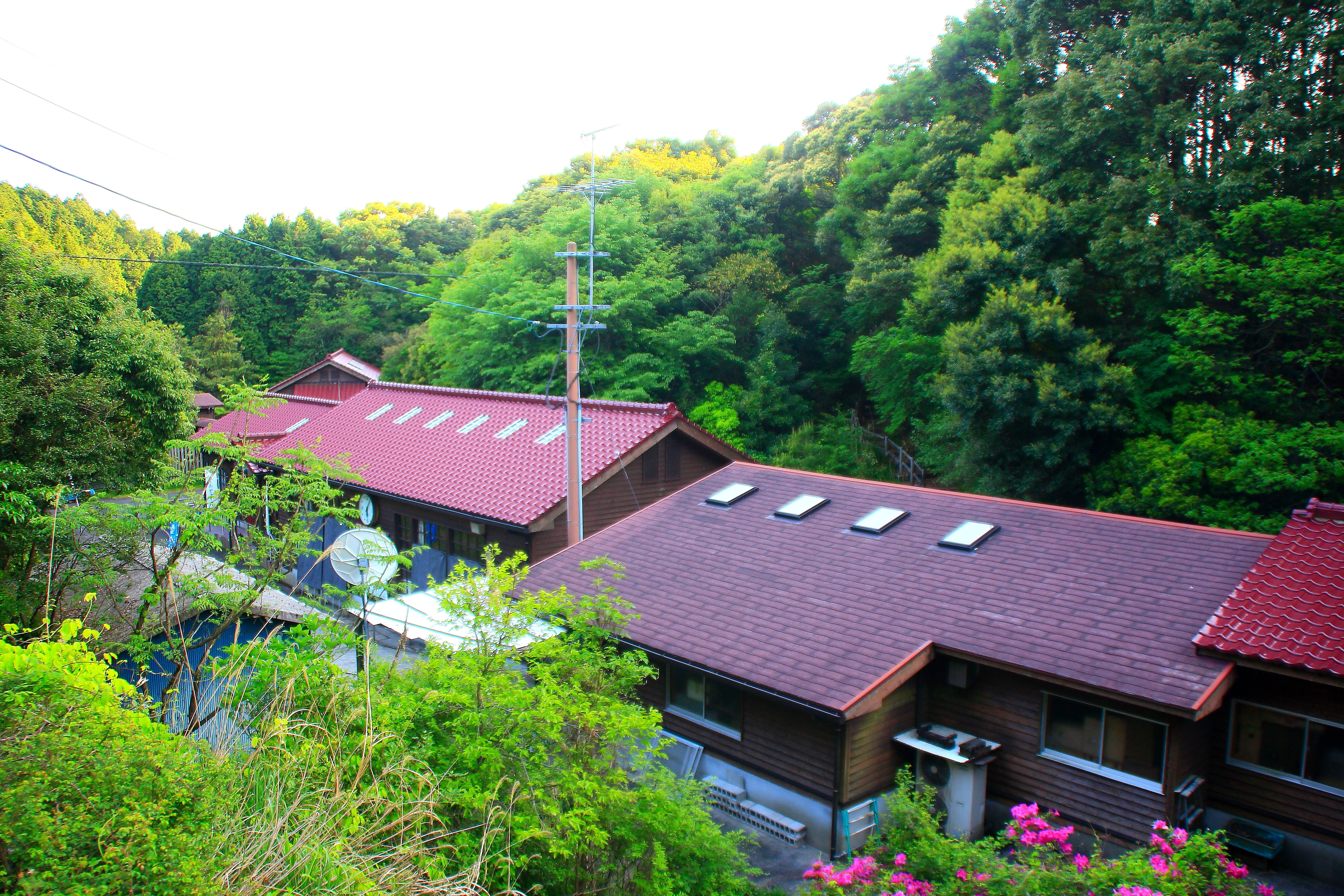
旧・開拓分校（現・音浴博物館）

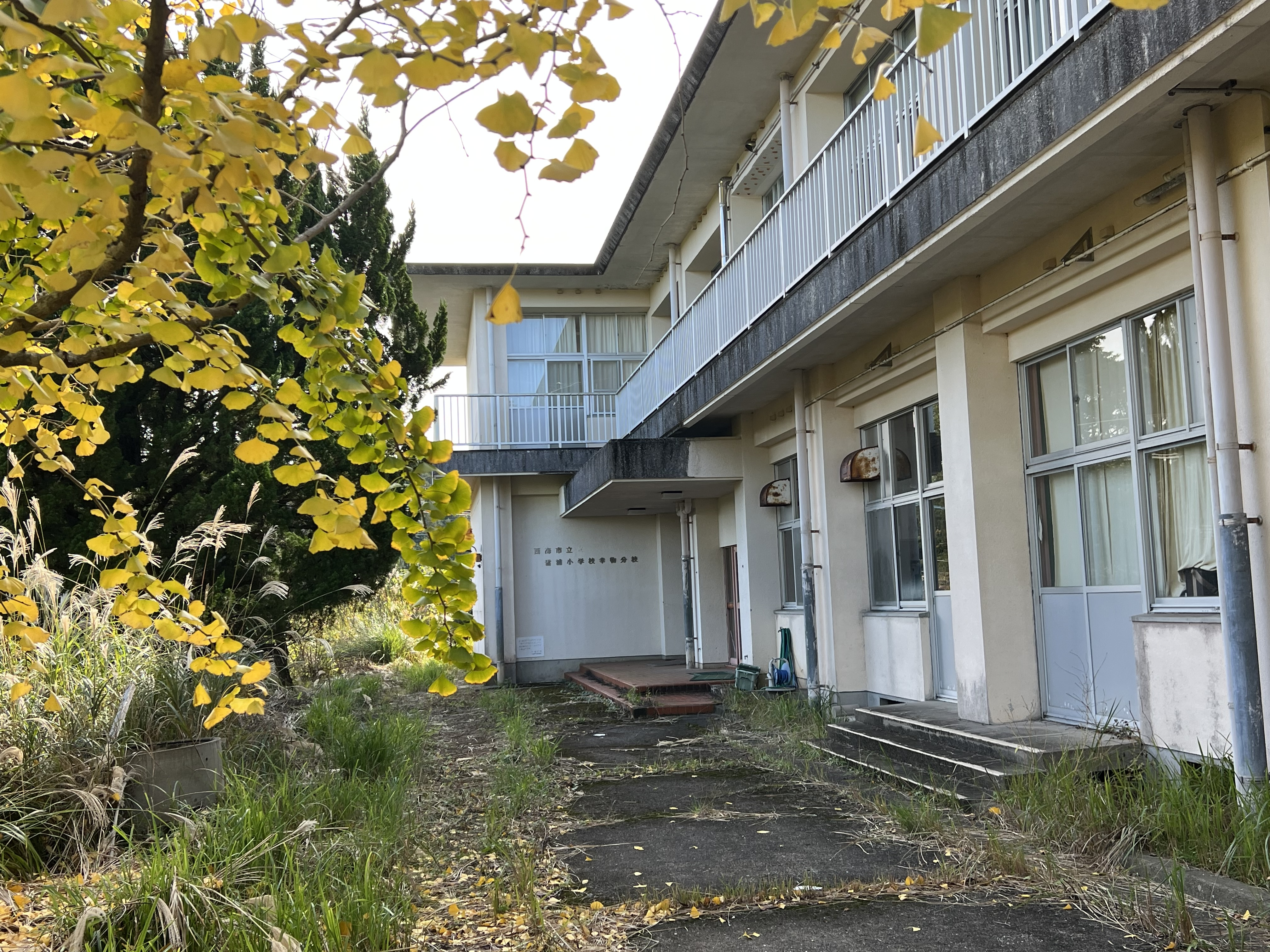
旧・幸物分校

- 1966年（昭和41年）- 幸物分校[注 2]歌を制定（作詞:山口平作、作曲:山口健作）。
- 1975年（昭和50年）3月31日 - 大瀬戸町内中学校4校の統合（大瀬戸町立大瀬戸中学校の新設）により、大瀬戸町立雪浦中学校が廃止される。
- 1976年（昭和51年）3月31日 - 開拓分校を廃止[注 3]。
- 1979年（昭和54年）- 幸物分校[注 2]の新校舎が完成。
- 1983年（昭和58年）3月4日 - 本校に鉄筋コンクリート造の新校舎と体育館が完成。
- 1986年（昭和61年）3月 - 卒業記念として校歌歌詞碑が校門脇に設置される。
- 1993年（平成5年）5月11日 - 大瀬戸町立共同給食調理場（給食センター）の設置に伴い、完全給食を実施。
- 1998年（平成10年）11月9日 - コンピュータ教室が完成。
- 2005年（平成17年）4月1日 - 町村合併により「西海市立雪浦小学校」（現校名）と改称。
- 2006年（平成18年）4月1日 - 一部の学年で複式学級の編成を開始。
- 2011年（平成23年）4月1日 - 特別支援学級を設置。
- 2013年（平成24年）
  - 2月17日 - 幸物分校[注 2]の閉校式を挙行。
  - 3月31日 - 幸物分校[注 2]を廃止し、西海市立大瀬戸小学校に統合。

## 交通アクセス
最寄りのバス停
- さいかい交通「雪浦」バス停

道路
- 国道202号

## 周辺
- 雪浦郵便局
- 長崎県警察 西海警察署 雪浦警察官駐在所
- 雪浦運動公園
- JA長崎西彼雪浦支所
- 雪浦地区公民館
- 雪川橋
- 雪浦海水浴場